# Hansenhovden
Hansenhovden är ett berg i Antarktis. Det ligger i Östantarktis. Norge gör anspråk på området. Toppen på Hansenhovden är 1 970 meter över havet, eller 605 meter över den omgivande terrängen. Bredden vid basen är 4,2 km.
Terrängen runt Hansenhovden är kuperad österut, men västerut är den platt. Trakten är obefolkad. Det finns inga samhällen i närheten. 